# Elżbieta Tomala-Nocuń
Elżbieta Tomala-Nocuń (ur. 16 października 1980) – polska dyrygentka.

## Kariera zawodowa
Doktor sztuki w dziedzinie sztuk muzycznych dyscyplinie artystycznej: dyrygentura. W ramach przewodu doktorskiego poprowadziła spektakl operetkowy „La Grande-Duchesse de Gerolstein” Jacques’a Offenbacha. Premiera odbyła się 8 października 2016 roku w Teatrze Muzycznym w Łodzi. Tytuł doktora uzyskała 27 czerwca 2018 roku. Od 2019 roku jest Kierownikiem Muzycznym w Teatrze Muzycznym w Łodzi.
Jest absolwentką Akademii Muzycznej im. Grażyny i Kiejstuta Bacewiczów w Łodzi w specjalizacji Edukacja Artystyczna w klasie prof. Tadeusza Błaszczyka. Odbyła naukę w Szwecji w ramach wymiany studenckiej Erasmus – Sokrates. W 2005 roku rozpoczęła studia licencjackie w Akademii Muzycznej im. Karola Lipińskiego we Wrocławiu w specjalizacji Dyrygentura Symfoniczna w klasie prof. Mieczysława Gawrońskiego. W tym samym roku podjęła pracę w Akademii Muzycznej jako pracownik dydaktyczny na kierunku Edukacja Artystyczna, na stanowisku instruktora. W 2008 roku otrzymała licencjat i podjęła studia magisterskie na tym kierunku. Ukończyła je z wynikiem bardzo dobrym. W latach 2009–2011 współpracowała z wydziałem wokalno-aktorskim, na którym prowadziła zespoły wokalne. Od 2012 do 2015 asystentka Akademii Muzycznej w Łodzi. Od roku akademickiego 2015/2016 jest wykładowcą tej uczelni. Prowadzi takie przedmioty jak dyrygowanie i czytanie partytur. Sprawuje również opiekę artystyczną nad Zespołem instrumentalnym Orffa.
Brała udział w licznych kursach dyrygenckich m.in. Ogólnopolskim Kursie Dyrygenckim Interpretacji Muzyki Hiszpańskiej w Poznaniu.
W 2009 roku koncertowała we Francji z Młodzieżową Orkiestrą Wrocławską. Gościnnie prowadziła Orkiestrę Kameralną Akademii Muzycznej w Łodzi podczas „Wieczorów Muzycznych”. Dyrygowała zespołem instrumentalnym podczas koncertu „Fabryka dźwięku” we wrocławskiej Akademii Muzycznej. 7 maja 2010 roku poprowadziła koncert dyplomowy z Filharmonią Sudecką w Wałbrzychu. 16 listopada 2010 roku poprowadziła galę operetkową zatytułowaną „Pięć Dam operetki” w Filharmonii Koszyckiej na Słowacji.
1 września 2010 roku rozpoczęła współpracę z Teatrem Muzycznym w Łodzi na stanowisku asystenta dyrygenta. Asystowała przy takich spektaklach jak: „Człowiek z La Manchy” Leigha, „Wesoła wdówka” Lehára, „Wonderful Town” Bernsteina, „Zemsta nietoperza” Straussa. Objęła kierownictwo muzyczne spektaklu „Powróćmy jak za dawnych lat” wg scenariusza Andrzeja Maculewicza. Współpracowała przy koncercie sylwestrowym „Wielka sława to żart”, podczas którego zostały zaprezentowane najpiękniejsze arie ze światowych operetek i musicali. Przygotowała orkiestrę oraz poprowadziła wraz z maestro José Marią Florêncio podczas jubileuszu 30–lecia prapremiery polskiej „Skrzypka na dachu”. Przygotowała i poprowadziła orkiestrę dwóch gościnnych jubileuszy: Henryka Płóciennika z okazji 80 urodzin artysty oraz Dariusza Stachury z okazji 25–lecia pracy artystycznej. Jako współkierownik muzyczny przygotowywała orkiestrę i zespoły teatralne do koncertu sylwestrowego „Ten piękny wspaniały świat”.
Współpracowała z Białołęckim Ośrodkiem Kultury w Warszawie, gdzie gościnnie prowadziła orkiestrę kameralną „Romantica”. W lipcu 2012 roku poprowadziła tam dwa spektakle: „Wesoła wdówka” i „Księżniczka czardasza”. W styczniu wraz z solistami – Bogumiłą Dziel–Wawrowską oraz Ryszardem Wróblewskim poprowadziła koncert kolęd z towarzyszeniem kameralnej orkiestry „Romantica” i z chórem dziecięcym.
We wrześniu 2013 roku asystowała José Marii Florêncio podczas I Międzynarodowych Warsztatów Akademickich w Europejskim Centrum Muzyki Krzysztofa Pendereckiego w Lusławicach. W swoim dorobku ma także musicale: „Les Misérables”, „Miss Saigon”, „Jesus Christ Superstar”, „Człowiek z La Manchy”, a także liczne koncerty m.in. z udziałem takich artystów jak: Dariusza Stachura, Marcin Bronikowski, Iwona Socha. Gościnnie dyrygowała w Filharmonii Płockiej podczas otwarcia sezonu artystycznego 2018/2019, podczas którego wystąpili m.in. Renata Drozd, Małgorzata Długosz, Piotr Rafałko, Anna Barańska-Wróblewska, Ryszard Wróblewski.
Prowadzi chór im. Św. Cecylii w archikatedrze łódzkiej.
Prowadziła warsztaty wokalne w Centrum Edukacji Kulturalnej przy Bałuckim Ośrodku Kultury pod Patronatem Ministra Kultury i Dziedzictwa Narodowego. Jest pomysłodawcą tworzenia bajek tworzonych na instrumentarium Orffa.
Założyła Big Band w Teatrze Muzycznym w Łodzi; koncerty odbyły się w rodzimej Instytucji, a także m.in. w Filharmonii Kaszubskiej oraz w Konstancinie w Amerykańskiej szkole.
Laureatka przyznanej w 2017 roku nagrody Prezydenta Miasta Łodzi za osiągnięcia w dziedzinie twórczości artystycznej, upowszechniania i ochrony kultury.